# Galleria Borghese
Galleria Borghese er et kunstmuseum beliggende i den naturskønne park Villa Borghese.
41°54′51″N 12°29′32″Ø / 41.91421°N 12.492144°Ø